# Lenguas afroasiáticas
Las lenguas afroasiáticas son una familia de lenguas que consta de unas 240 lenguas habladas por unos 400 millones de personas distribuidas por el Norte de África, África Oriental, el Sahel y Asia Occidental.
Otros glotónimos con los que se conoce o ha conocido a algunas de las lenguas afroasiáticas son "camítico-semítico" (no recomendable), "hamito-semíticas" (desaprobado), "Lisramic" (Hodge 1972), "Erythraean" (Tucker, 1966). Aunque el término camítico-semítico (antiguo) se ha usado en algunos textos como sinónimo de afroasiático (moderno), ambas agrupaciones no incluyen exactamente las mismas lenguas. Concretamente, algunas lenguas consideradas previamente como camíticas no parecían emparentadas con el resto, mientras que otras lenguas que habían sido excluidas de entre las camíticas tenían importantes parecidos con la familia. Por eso se redefinió por completo la familia y sus subgrupos y se le dio un nombre nuevo.

## Clasificación

Mapa que muestra la probable expansión afroasiática de acuerdo con Ehret, 1995.

Se han hecho diversas propuestas sobre el lugar donde se habló protoafroasiático. Algunos como Ígor Diákonov o Lionel Bender sugieren África, particularmente Etiopía, debido a la gran diversidad de lenguas afroasiáticas que allí se encuentran. Alexander Militarev se inclina por situarla al oriente, relacionándola con la cultura natufiense. Y finalmente Christopher Ehret (1995) sugiere la costa occidental del mar Rojo y ha propuesto una serie de fases de expansión a partir del 11500 a. C., que muestran un acuerdo razonable con los datos arqueológicos.
Las lenguas semíticas son la única subfamilia afroasiática que se encuentra fuera de África. Sin embargo, en tiempos históricos o protohistóricos, algunos hablantes de lenguas semíticas volvieron desde el sur de Arabia a Etiopía. Es por esto por lo que algunas lenguas etíopes (tales como el amárico) son semíticas en vez de pertenecer al substrato de los grupos cusita u omótico. (Una minoría de académicos, tales como A. Murtonen (1967), están en desacuerdo con esta teoría, y sugieren que la familia semítica puede haberse originado en Etiopía).
Según Ehret (1996), las lenguas tonales afroasiáticas pertenecen a las ramas omóticas, chádicas y cushitas orientales y meridionales. Las ramas semítica, bereber y egipcia no son tonales. 

### Subfamilias principales

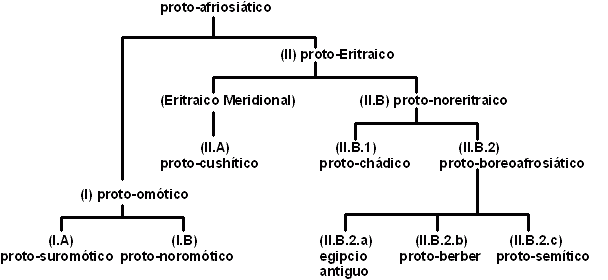
Principales divisiones dentro de las lenguas afroasiáticas, Ehret (1995).

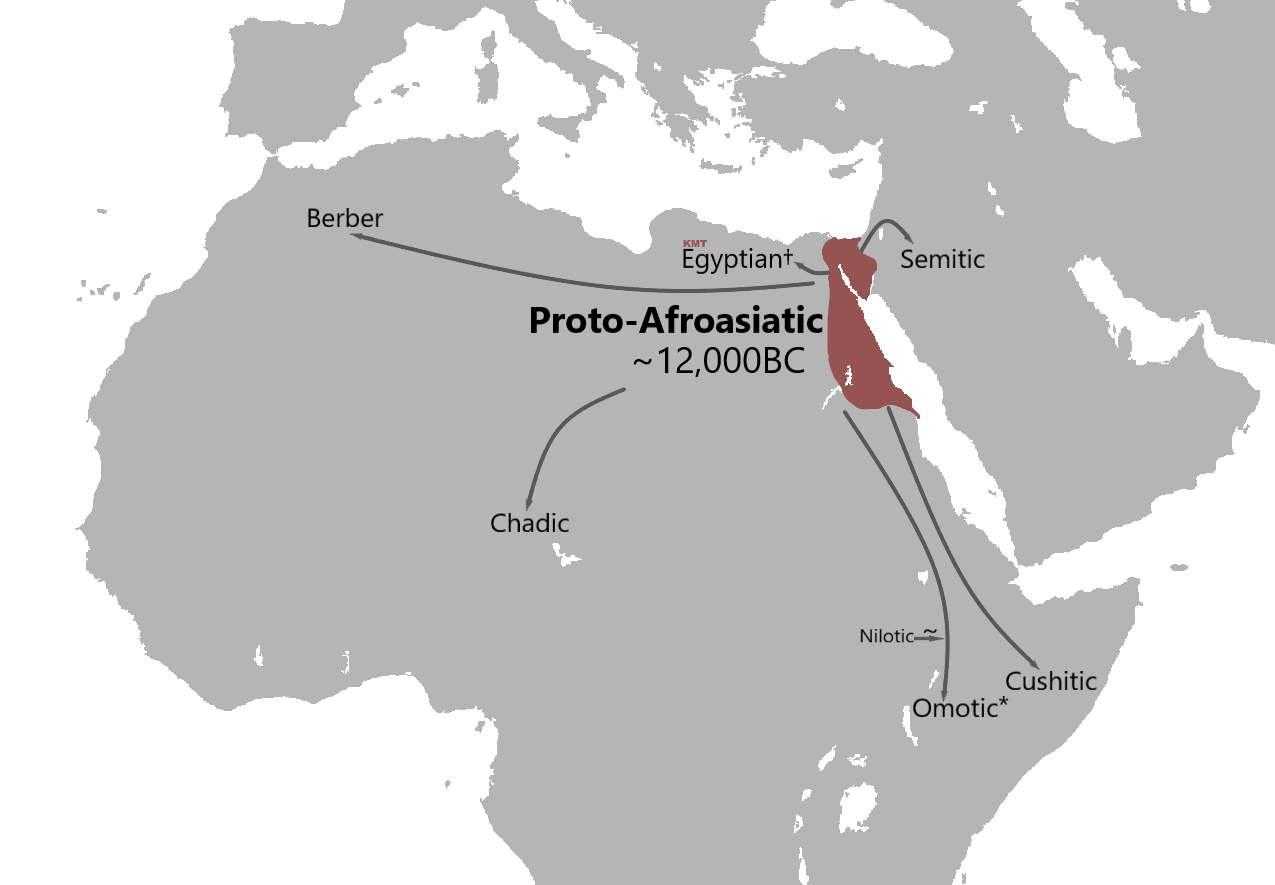
Expansión reconstruida para las lenguas afroasiáticas, la segunda fase en el norte muestra la expansión del afroasiático boreal (boreoafrosiático).

De acuerdo con Ehret (1995), las lenguas afroasiáticas incluyen las siguientes subfamilias:
1. Lenguas semíticas
2. Lenguas egipcias
3. Lenguas bereberes
4. Lenguas chádicas
5. Lenguas cusitas (se discute la inclusión del beya).
6. Lenguas omóticas (discutida por algunos autores).

Los grupos 2-3 previamente se agruparon dentro de una supuesta agrupación camítica, pero no parece que existan criterios sólidos para agruparlas juntas dentro de la familia. La lengua ongota suele clasificarse dentro de las afroasiáticas, pero no hay consenso acerca de su clasificación dentro de la familia (en parte por falta de información). Harold Fleming sugiere que podría ser una rama independiente dentro de las lenguas afroasiáticas que no es omótica.
El problema de establecer una clasificación de orden mayor entre estos grupos básicos es más complicada y existe una gran pluralidad entre las propuestas presentadas por los especialistas.

### Historia de su clasificación
Los académicos medievales a veces unían dos o más ramas de lenguas afroasiáticas en una sola, ya en el siglo IX, el gramático hebreo Judah ibn Quraysh de Tiaret, Argelia observó la relación entre las lenguas bereber y las semíticas gracias a que tenía conocimientos de estas últimas por medio del hebreo, el árabe y el arameo.
Al inicio del siglo XIX, algunos estudiosos europeos empiezan a sugerir esa relación; de esta forma, en 1844 Th. Benfey sugirió la existencia de una familia de lenguas que contenía las lenguas semíticas, bereber y cusitas (llamando a estas últimas etíopes). El mismo año, T. N. Newman sugirió la relación entre las semíticas y hausa, pero este parentesco parecía incierto para algunos, siendo objeto de discusiones entre lingüistas. Friedrich Müller en 1876 en su Grundriss der Sprachwissenschaft, agrupó en una familia que llamó "camito-semítica" a un grupo semítico, más otro "camítico" que contenía el egipcio, el bereber, y el cusita; el grupo chádico no fue incluido en esta agrupación. Esta clasificación no se basó en criterios exclusivamente lingüísticos, ya que también tuvo en cuenta criterios antropológicos y raciales.
| Greenberg (1963)                                                                                             | Newman (1980)                                                                                                  | Fleming (post-1981)                                                                                        | Ehret (1995) |
| --- | --- | --- | --- |
| - Semítico - Egipcio - Bereber - Cushítico - Cushítico oriental - Cuchítico occidental (= Omótico) - Chádico | - Bereber-Chádico - Egipto-Semítico - Cushítico (no incluye el omótico)                                        | - Omótico - Eritraico: - Cushítico - Ongota - No-Etiópico: - Chádico - Bereber - Egipcio - Semítico - Beja | - Omótico - Cushítico - Chádico - Afroasiático septentrional: - Egipcio - Bereber - Semítico                                                       |
| Orel & Stobova (1995)                                                                                        | Diakonoff (1996)                                                                                               | Bender (1997)                                                                                              | Militarev (2000) |
| - Bereber-Semítico - Chádico-Egipcio - Omótico - Beja - Agaw - Sidámico - Tierras bajas orientales - Rift    | - Afrasiático A: - Bereber - Cushítico - Semítico - Afrasiático B: - Chádico - Egipcio (no incluye el Omótico) | - Omótico - Chádico - Macro-Cushítico: - Bereber - Cushítico - Semítico                                    | - Afrasiático septentrional: - Afrasiático sept. de África: - Chádico-Bereber - Egipcio - Semítico - Afrasiático meridional: - Omótico - Cushítico |

Leo Reinisch (1909) propuso que las lenguas cusitas y chádicas estaban bastante emparentadas, mientras que, por el contrario, afirmaba que la subfamilia egipcia y la semítica estaban más distanciadas; pero este planteamiento no fue bien aceptado. Marcel Cohen (1924) rechazó la idea de que se distinguiese un subgrupo "camítico", e incluyó la lengua chádica hausa en su comparativa de vocabulario camito-semítico. Joseph Greenberg (1950) confirmó con vehemencia el mismo rechazo de Cohen contra la agrupación en lenguas "camíticas", subclasificando las lenguas chádicas, y propuso un nuevo nombre para la familia: familia afroasiática. La clasificación propuesta por Greenberg fue casi universalmente aceptada. En 1969, Harold Fleming propuso que se reconociesen las lenguas omóticas como una quinta rama, en lugar de las afirmaciones previas que las situaban como subgrupo dentro de las cusitas, propuesta que también ha sido ampliamente aceptada. Varios estudiosos, incluido Harold Fleming y Robert Hetzron, han cuestionado la inclusión que se suele hacer de las beya dentro de las cusitas, pero esta afirmación no cuenta con mucho apoyo.
Hay poco acuerdo respecto a la subclasificación de las cinco o seis ramas mencionadas; sin embargo, Christopher Ehret (1979), Harold Fleming (1981), y Joseph Greenberg (1981) están de acuerdo en que la omótica fue la primera rama que se diferenció del resto. De todos modos, Ehret agrupa egipcio, bereber, y semítico juntas en un subgrupo afroasiático del norte; Paul Newman (1980) agrupa bereber con chádico y egipcio con semítico, cuestionándose la inclusión del omótico; Fleming (1981) divide afroasiático no-omótico, o "eritreo", en tres grupos, cusitas, semítico, y 'el resto'; más tarde añadió semítico y beja a 'el resto', sugiriendo ongota como una posible tercera rama; y Lionel Bender (1997) aboga por una "Macro-cusitas" dentro de la que se encuentran bereber, cusita, y semítico, mientras que sugiere que chádico y omótico son las lenguas más antiguas de las otras ramas. Vladimir Orel y Olga Stolbova (1995) agrupan al bereber con el semítico, al chádico con el egipcio, y dividen al cusita en cinco o más subfamilias independientes de la familia afroasiática, afirmando que es más bien un Sprachbund en vez de una verdadera familia. Alexander Militarev (2000), basándose en la lexicoestadística, agrupa bereber con chádico y ambas, separadas de cusita y omótico.

## Características comunes y cognados

### Fonología
El sistema vocálico reconstruido para el protoafroasiático es relativamente simple y está formado por tres vocales breves /i, a, u/ y tres vocales largas /ī, ā, ū/. En cambio el sistema consonántico presenta más incertidumbres. Los especialistas que han trabajado en lingüística histórica comparada no han llegado a un acuerdo sobre el número de consonantes y el inventario. La reconstrucción de Ehret (1995) incluye 42 consonantes mientras que la de Orel y Stolbova (1995) incluye 33 consonantes. El siguiente cuadro da un inventario combinado de ambas reconstrucciones (los fonemas entre paréntesis ( ) son reconstruidos por Ehret pero no por Orel y Stolbova, mientras que los que están entre corchetes < > son reconstruidos por Orel y Stolbova pero no por Ehret):
|           | Labial | Lateral | Alveolar | Palatal | Velar | Labiovelar | Uvular | Faringal | Glotal |
| --------- | ------ | ------- | -------- | ------- | ----- | ---------- | ------ | -------- | ------ |
| Oclusiva  | (*pʼ)  |         | *tʼ      |         | <*kʼ> | (*kʼʷ)     | <*qʼ>  |          |        |
| Oclusiva  | <*p>   |         | *t       |         | <*k>  | (*kʷ)      | <*q>   |          | *ʔ     |
| Oclusiva  | *b     |         | *d       |         | <*g>  | (*gʷ)      |        |          |        |
| Africada  |        | *tɬ͡     | <*ʦʼ>    | *ʧʼ     |       |            |        |          |        |
| Africada  |        | <*tɬ͡>   | <*ʦ>     | *ʧ      |       |            |        |          |        |
| Africada  |        | (*dɮ͡)   | *ʣ       |         |       |            |        |          |        |
| Fricativa |        |         | (*sʼ)    |         |       |            |        |          |        |
| Fricativa | (*f)   | *ɬ      | *s       | (*ʃ)    | *x    | (*xʷ)      |        | *ħ       | *h     |
| Fricativa |        |         | (*z)     |         | (*ɣ)  | (*ɣʷ)      |        | *ʕ       |        |
| sonorante | *m     |         | *n       | (*ɲ)    | (*ŋ)  | (*ŋʷ)      |        |          |        |
| sonorante |        | *l      | *r       | *j      |       | *w         |        | <*ʀ>     |        |

### Gramática
Algunos rasgos que comparten diversas lenguas afroasiáticas incluyen:
- dos géneros en el singular, marcando el femenino con el sonido /t/,
- El nombre distingue tres casos morfológicos (absolutivo/acusativo, nominativo y genitivo) siendo reconstruibles esencialmente las mismas marcas para la mayoría de ramas de la familia.
- de tipología VSO con algunas tendencias hacia SVO,
- una serie de consonantes enfáticas, que suelen ser glotales, faríngeas u oclusivas, y
- morfología mediante esquemas vocálicos (inglés, templatic morphology) en la que las palabras se flexionan mediante cambios internos así como con prefijos y sufijos.

En los sistemas verbales semítico, bereber y cusitas (incluido Beja) la conjugación verbal de persona se realiza mediante prefijos:
| GLOSA            | Árabe (semítico) | Cabilio (bereber) | Saho (cusitas) [verbo "matar"] | Bedja (verbo "llegar") |
| ---------------- | ---------------- | ----------------- | ------------------------------ | ---------------------- |
| 'muero'          | ʔamuutu          | mmuteɣ            | agdifé                         | aktim                  |
| 'mueres' (masc.) | tamuutu          | temmuteḍ          | tagdifé                        | tiktima                |
| 'él muere'       | yamuutu          | yemmut            | yagdifé                        | iktim                  |
| 'ella muere'     | tamuutu          | temmut            | yagdifé                        | tiktim                 |
| 'morimos'        | namuutu          | nemmut            | nagdifé                        | niktim                 |
| 'morís'          | tamuutuuna       | temmutem          | tagdifín                       | tiktimna               |
| 'mueren'         | yamuutuuna       | mmuten            | yagdifín                       | iktimna                |

El afijo causativo s se emplea en todas las subfamilias, pero también se encuentra en otros grupos, tales como las lenguas Níger-Congo. Los sufijos del pronombre posesivo se encuentran en las subfamilias semítica, bereber, cusitas (incluido el beya) y chádica. Los pronombres sufijados usados tanto con nombres como verbos para las diferentes ramas son:
| Rama      | Singular         | Singular | Singular | Singular          | Singular | Plural              | Plural   | Plural   | Plural                | Plural                |
| Rama      | 1.ª              | 2ª m.    | 2ª f.    | 3ª m.             | 3ª f.    | 1.ª                 | 2ª m.    | 2ª f.    | 3ªm.                  | 3ªf.                  |
| --------- | ---------------- | -------- | -------- | ----------------- | -------- | ------------------- | -------- | -------- | --------------------- | --------------------- |
| Egipcio   | *-ay             | *-ku     | *-ki     | *-su              | *-si     | *-ina               | *-kina   | *-kina   | *-sina                | *-sina                |
| Semítico  | *-ī, *-yaʔ, *-ni | *-ka     | *-ki     | *-šu              | *-ši     | *-na, *-nu, *-ni    | *-kumu   | *-kina   | *-šumu                | *-šina                |
| Bereber   | -i, -i-n         | -k       | -(k)m    | -s                | -s       | -nγ                 | -un      | -unt     | *-sn                  | *-snt                 |
| Cushítico | *-yi, *-yu, *-ya | *-ku     | *-ki     | *(ʔi)-su *(ʔi)-sa | *(ʔi)-st | *(ʔi)-na *-nu, *-ni | *-kun(V) | *-kin(V) | *(ʔi)-sunV *(ʔi)-sinV | *(ʔi)-sunV *(ʔi)-sinV |
| Chádico   | wa, ni           | -ka      | -kim     | ši                | ta       | -na                 | kun      | kun      | sun                   | sun                   |
| Omótico   | yi-n             |          |          | iz-n              | iž-n     | -in                 |          |          | iš-n                  | iš-n                  |
| PROTO-AA  | *i / *yi         | *ku, *ka | *ki      | *si               | *isi     | *ʔina               | *kūna    | *kūna    | *su, (*suna)          | *su, (*suna)          |

Donde los datos del bereber proceden del shilha, mientras que los del chádico proceden del hausa. Las formas con asterisco se refieren a la protolengua reconstruida que dio origen a la rama. Y las abreviaturas m. y f. se refieren a forma de masculino y de femenino.
El siguiente cuadro resume la flexión nominal que se encuentra en diferentes ramas:
| Caso       | Sufijo | Reflejos específicos en cada rama | Reflejos específicos en cada rama | Reflejos específicos en cada rama | Reflejos específicos en cada rama | Reflejos específicos en cada rama |
| Caso       | Sufijo | Semítico                          | Cushítico                         | Bereber                           | Egipcio (?)                       | Omótico (?)                       |
| ---------- | ------ | --------------------------------- | --------------------------------- | --------------------------------- | --------------------------------- | --------------------------------- |
| Absolutivo | *-a    | *-a (Acusativo)                   | *-a                               | *ā-                               | *-a                               |                                   |
| Nominativo | *-u    | *-u                               | *-i / *-u                         | *wā-                              | -w                                | *-u                               |
| Genitivo   | *-i    | *-i                               | *-i                               |                                   | *-i                               | *-i                               |

### Comparación léxica
Algunos cognados son:
- b-n- "construir" (Ehret: *bĭn), atestiguado en chádico, semítico (*bny), cusitas (*mĭn/*măn "casa") y omótico (Dime bin- "construir, crear");
- m-t "morir" (Ehret: *maaw), atestiguado en chádico (p.ej., hausa mutu), egipcio (mwt, mt, copto mu), bereber (mmet, pr. yemmut), semítico (*mwt), y cusitas (protosomalí *umaaw/*-am-w(t)- "morir")
- s-n "saber", atestiguado en chádico, bereber, y egipcio;
- l-s "lengua" (Ehret: *lis' "chupar"), atestiguado en semítico (*lasaan/lisaan), egipcio (ns, copto las), bereber (iles), chádico (p.ej., hausa harshe), y posiblemente omótico (Dime lits'- "lamer");
- s-m "nombre" (Ehret: *sŭm / *sĭm), atestiguado en semítico (*sm), bereber (isem), chádico (p.ej., hausa suna), cusitas, y omótico (aunque la forma bereber, isem, y la forma omótica, sunts a veces se atribuyen a préstamos semíticos.) el egipcio smi "informar, anunciar" puede también ser cognado.
- d-m "sangre" (Ehret: *dîm / *dâm), atestiguado en bereber (idammen), semítico (*dam), chádico, y discutiblemente en omótico. Cusitas *dîm/*dâm, "rojo", puede ser cognado.

Los numerales para diferentes ramas son los siguientes:
| GLOSA    | PROTO- BEREBER           | PROTO- SEMÍTICO          | PROTO- EGIPCIO | PROTO- CUSHITA | PROTO- OMÓTICO  | Chádico | Chádico     | Chádico        | PROTO- AFRO- ASIÁTICO |
| GLOSA    | PROTO- BEREBER           | PROTO- SEMÍTICO          | PROTO- EGIPCIO | PROTO- CUSHITA | PROTO- OMÓTICO  | Hausa   | PROTO- MASA | PROTO- CHÁDICO | PROTO- AFRO- ASIÁTICO |
| -------- | ------------------------ | ------------------------ | -------------- | -------------- | --------------- | ------- | ----------- | -------------- | --------------------- |
| 1        | *ywan                    | *ħad                     | *wúʔuw         | *laħ-          | *istta / *isko- |         | *ɗaw        | *keɗn          |                       |
| 2        | *sin (mas.) *snat (fem.) | *θin (mas.) *θnat (fem.) | *sinúway       | *ɬa(a)ma       | *lam-           | čan-    | *mbàʔ *hʷoɓ | *sura          | *ʦan-                 |
| 3        | *karadˁ                  | *śalāθ-                  | *sase          | *sedeh-        | *kaizo          |         | *ɦindi      | *kunɗ          | *xaynz-               |
| 4        | *ak-kuzˁ                 | *ʔarbaʕ                  | *yifd          | *salʦ-         | *ʔoiddo         | fuɗu    | *fiɗi       | *pəɗu          | *fâzw-                |
| 5        | *semmus                  | *xamis-                  | *dīway         | *kən-          | *utʦʼa          | bìjár   | *vatɬ       | *baːɗʸiɬ       |                       |
| 6        | *sudˤis                  | *šdiθ-                   | *says          | *laħəʔ         |                 | ʃídà    | *kargi-     | *5+1           |                       |
| 7        | *(i-)sa:h                | *šabʕa                   |                | *ɬama-ta(?)    |                 |         | *sidiya-    | *5+2           |                       |
| 8        | *(i-)ta:m-               | *θamāniy-                |                | *sedeh-ta      |                 |         |             | *taɣwas-       |                       |
| 9        | *tizzˤaː                 | *tišʕ-                   | *pisīdʲ-       |                |                 |         |             |                |                       |
| 10       | *maraw                   | *ʕaśr                    | *mūdʲw         | *tamn-         | *tam-           | góːmà   |             | *gʷam          |                       |
| 'lengua' | *ils                     | *lisan-                  | *las           | ils            |                 | *ha.lsə |             |                |                       |

### Etimológica
Algunas de las fuentes principales para estudiar la etimología de lenguas afroasiáticas incluyen:
- Marcel Cohen, Essai comparatif sur le vocabulaire et la phonétique du chamito-sémitique, Champion, Paris 1947.
- Igor M. Diakonoff et al., "Historical-Comparative Vocabulary of Afrasian", St. Petersburg Journal of African Studies Nos. 2-6, 1993-7.
- Christopher Ehret. Reconstructing Proto-Afroasiatic (Proto-Afrasian): Vowels, Tone, Consonants, and Vocabulary (University of California Publications in Linguistics 126), California, Berkeley 1996.
- Vladimir E. Orel and Olga V. Stolbova, Hamito-Semitic Etymological Dictionary: Materials for a Reconstruction, Brill, Leiden, 1995.
- John Huehnegard: "Afro-Asiatic" en The Cambridge Encyclopedia of the World's Ancient Languages, ed. R. D. Woodard, Cambridge University Press, 2004, p. 138-156, ISBN 0-521-56256-2.

### Otra
- Christofer Ehret, Reconstructing Proto-Afroasiatic (Proto-Afrasian): Vowels, Tone, Consonants, and Vocabulary. Berkeley, Los Angeles: University of California Press, 1995.
- Bernd Heine and Derek Nurse, African Languages, Cambridge University Press, 2000 - Chapter 4
- Merritt Ruhlen, A Guide to the World's Languages, Stanford University Press, Stanford 1991.
- Lionel Bender et al., Selected Comparative-Historical Afro-Asiatic Studies in Memory of Igor M. Diakonoff, LINCOM 2003.
- Ethnologue
- Russell G. Schuh, Chadic Overview.
- African Language History (pdf), Roger Blench
- Loprieno, A.: Ancient Egyptian: A Linguistic Introduction (enlace roto disponible en Internet Archive; véase el historial, la primera versión y la última)., Cambridge University Press, 1995, ISBN 0-521-44384-9.